# William Eden
William Eden, 1.º Barão Auckland PC (Irlanda), FRS (3 de abril de 1745 – Beckenham, Kent, 28 de maio de 1814) foi um estadista e diplomata britânico.

## Juventude
Um membro da influente família Eden, Auckland era o filho mais novo de Sir Robert Eden, 3.º Baronete, de Windlestone Hall, condado de Durham, e de Mary, filha de William Davison. Entre seus irmãos estão: Robert Eden, 1.º Baronete, de Maryland, Governador da Província de Maryland e Morton Eden, 1.º Barão Henley. Foi educado na Durham School, no Eton College e Christ Church, em Oxford, e se formou advogado no Middle Temple, em 1768.

## Carreira política
Em 1771 Auckland publicou Princípios de Direito Penal, e logo se tornou uma autoridade reconhecida em questões comerciais e econômicas. Em 1772 assumiu um cargo como subsecretário de Estado para o Norte, posto que ocupou até 1778. Foi membro do Parlamento por New Woodstock (Oxfordshire) de 1774 a 1780 e serviu como Lorde do Comércio de 1776 a 1782. Em 1778, apoiou uma lei a favor da melhoria do tratamento de prisioneiros, e acompanhou o Conde de Carlisle como comissário para a América do Norte em uma missão (Comissão de Paz de Carlisle) mal sucedida para por fim a Guerra da Independência dos Estados Unidos. Em seu retorno à Inglaterra, em 1779, publicou sua amplamente difundida Quatro Cartas para o Conde de Carlisle. Em 1780 Auckland se tornou Chefe de Secretaria da Irlanda, que manteve até 1782, e foi admitido no Conselho Privado irlandês em 1780. Representou Dungannon na Câmara dos Comuns irlandesa entre 1781 e 1783 e foi vice-tesoureiro associado da Irlanda entre 1783 e 1784. Enquanto esteve na Irlanda, fundou o Banco Nacional.
Ele aconselhou o aumento do fundo de serviço secreto, e tinha a reputação, de acordo com Francis Caulfeild, Lorde Charlemont (um adversário político), de ser especialmente hábil na arte da corrupção e na superação de preconceitos políticos. Demitiu-se em 1782, mas no ano seguinte, assumiu novamente o cargo como vice-tesoureiro da Irlanda sob o ministério de coalizão, que ele havia ajudado organizar, e foi incluído no conselho privado, resignando com o governo em dezembro. Ele se opôs firmemente às propostas de William Pitt para o livre comércio entre a Inglaterra e a Irlanda em 1785, mas assumiu o cargo com Pitt como membro do Comitê de comércio e plantações, e negociou em 1786 e 1787 o importante tratado comercial de Pitt com a França, e os acordos relativos à Companhia Holandesa das Índias Orientais e aos Países Baixos. Em 1787 publicou sua História da Nova Holanda.
Entre 1784 e 1790 Auckland foi membro do Parlamento por Heytesbury. Em 1788 foi enviado como embaixador para a Espanha, e após seu retorno  (setembro de 1789) recebeu o título de Barão Auckland no Pariato da Irlanda. No mesmo ano, foi enviado em uma missão para os Países Baixos, e representou os interesses ingleses lá com grande zelo e prudência durante os anos críticos de 1790 a 1793, obtendo o apoio da frota neerlandesa em 1790 por ocasião da ameaça de uma guerra com a Espanha, assinando a convenção relativa aos Países Baixos no mesmo ano, e em 1793 participando do congresso em Antuérpia. Retirou-se do serviço público no último ano, recebeu uma pensão de 2 300 libras, e recebeu o título de Barão Auckland de West Auckland, no condado de Durham, no Pariato da Grã-Bretanha. Durante os anos que se seguiram, morou na zona rural, em Beckenham, Kent, e continuou a sua amizade com Pitt, seu vizinho mais próximo em Holwood, que uma vez intencionou se casar com sua filha, e com a sanção de Pitt, publicou suas Observações sobre as Circunstâncias Aparentes da Guerra em 1795, a fim de preparar a opinião pública para a paz.
Em 1798, foi incluído no governo de Pitt como ministro associado responsável pelas comunicações, e apoiou firmemente o imposto de renda e a União irlandesa, auxiliando na elaboração da lei que deu forma a esta última. Em 1799, apresentou um projeto de lei para fiscalizar práticas de adultério, impedindo o casamento dos culpados, e no mesmo ano participou de forma maliciosa da conspiração contra Sir Ralph Abercromby. Criticou severamente a renúncia de Pitt em 1801, da qual ele havia se esforçado para dissuadi-lo, e manteve seu cargo sob o governo de Henry Addington. Isto ocasião o rompimento de sua amizade com Pitt, que o excluiu de sua administração em 1804, embora ele aumentasse a sua pensão. Auckland participou do ministério de "Todos os Talentos" de Lorde Grenville como Presidente do Conselho de Comércio em 1806. Manteve as nomeações de auditor e diretor do Greenwich Hospital, oficial de justiça de Grantham, e reitor do Marischal College em Aberdeen.

## Família

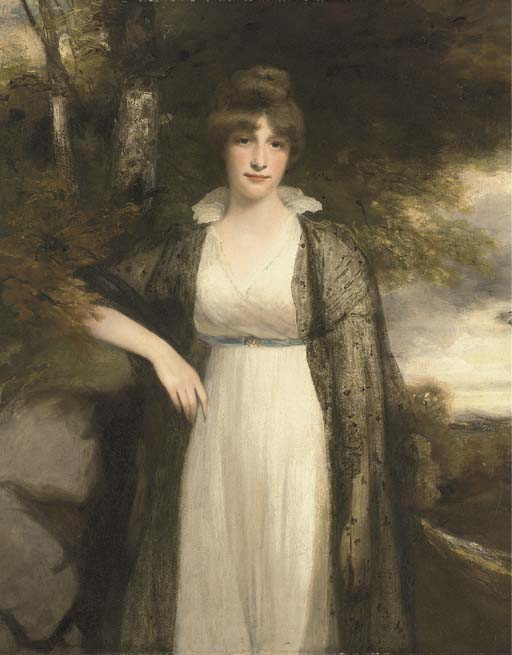
A filha de Lorde Auckland,Eleanor Agnes, por John Hoppner.

Lorde Auckland se casou em 1776 com Eleanor, filha de Sir Gilbert Elliot, 3.º Baronete, e irmã de Gilbert Eliott, 1.º Conde de Minto. Tiveram seis filhos e oito filhas. Emily Eden (1797-1869), a sua sétima filha foi poetisa e romancista de sucesso. Seu filho mais velho, William Eden foi membro do Parlamento por Woodstock, mas se suicidou em 1810. Sua filha Elizabeth Eden casou com Francis Osborne, 1.º Barão Godolphin.  Eleanor Agnes, a filha mais velha, tornou-se o assunto de intenso interesse público em 1797, quando surgiram rumores de que ela estava prestes a se casar com William Pitt, o Jovem, o primeiro-ministro; porém, quando o assunto se tornou público, Pitt negou que houvesse proposto casamento a Eleanor, para grande fúria de seu pai. Em 1799 ela se casou com Robert Hobart, 4.º Conde de Buckinghamshire. Lorde Auckland morreu em 28 de maio de 1814 e foi sucedido por seu segundo filho sobrevivente mais velho, George, que em 1839 se tornou Conde de Auckland. Lady Auckland morreu em maio de 1818.
Com a morte de seu filho George, 2.º barão e conde de Auckland (1 de janeiro de 1849), o baronato passou para o filho mais novo do 1.º barão, Robert John (1799-1870), bispo de Bath e Wells, de quem os barões posteriores foram descendentes, e que também foi pai de Sir Ashley Eden (1831-1887), vice-governador de Bengala. O 1.º barão teve dois irmãos ilustres: Morton Eden (1752-1830), diplomata, que se casou com Elizabeth Henley, e em 1799 recebeu o título de 1.º Barão Henley (sua família, a partir de 1831, tomou o nome de Henley em vez do Eden); e Sir Robert Eden, governador de Maryland, cujo filho, Sir Frederic Morton Eden (1766-1809), foi um economista bem conhecido.